# Hälsingehambon

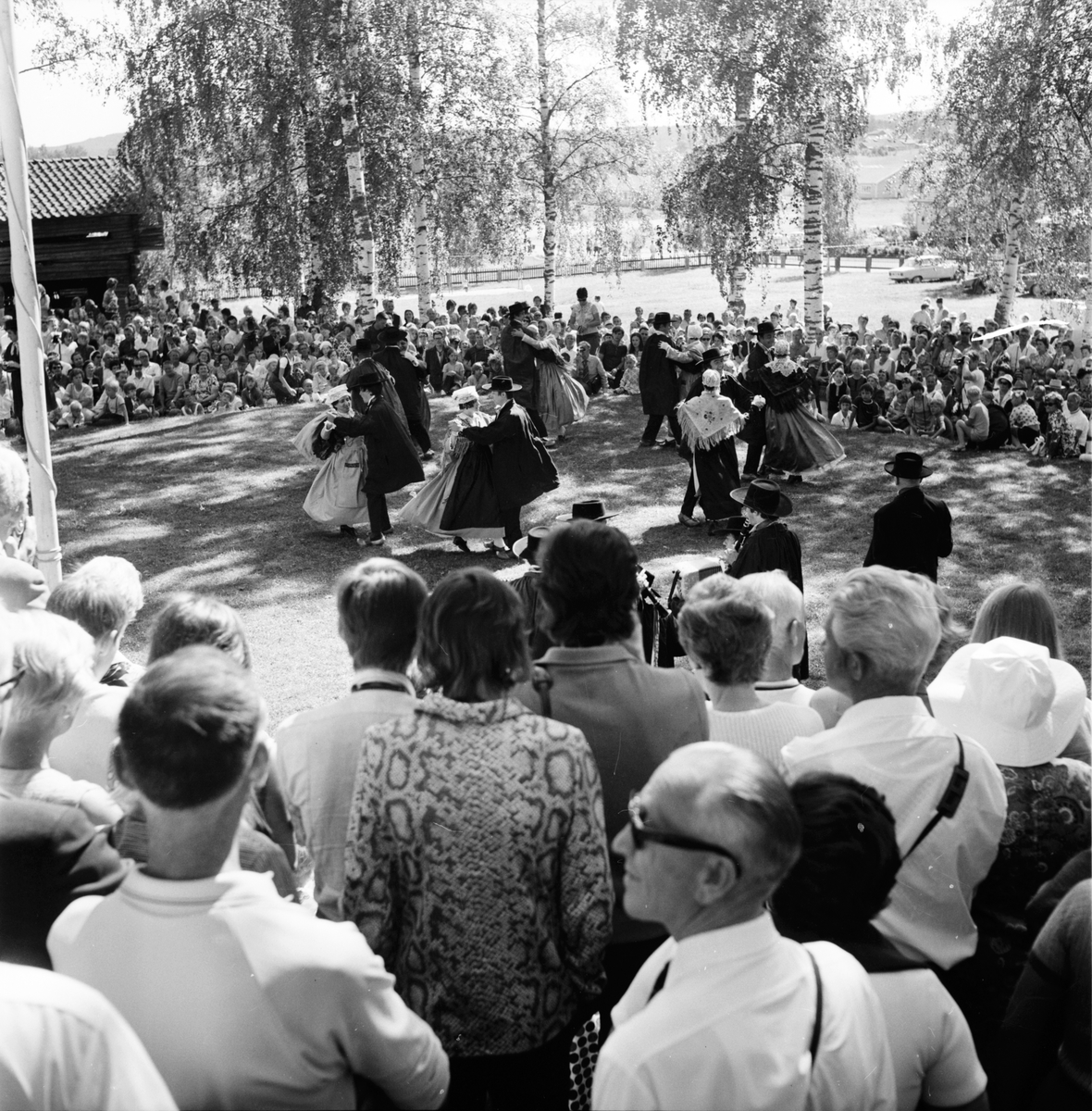
Hälsingehambon med publik vid Fornhemmet i Arbrå år 1971.

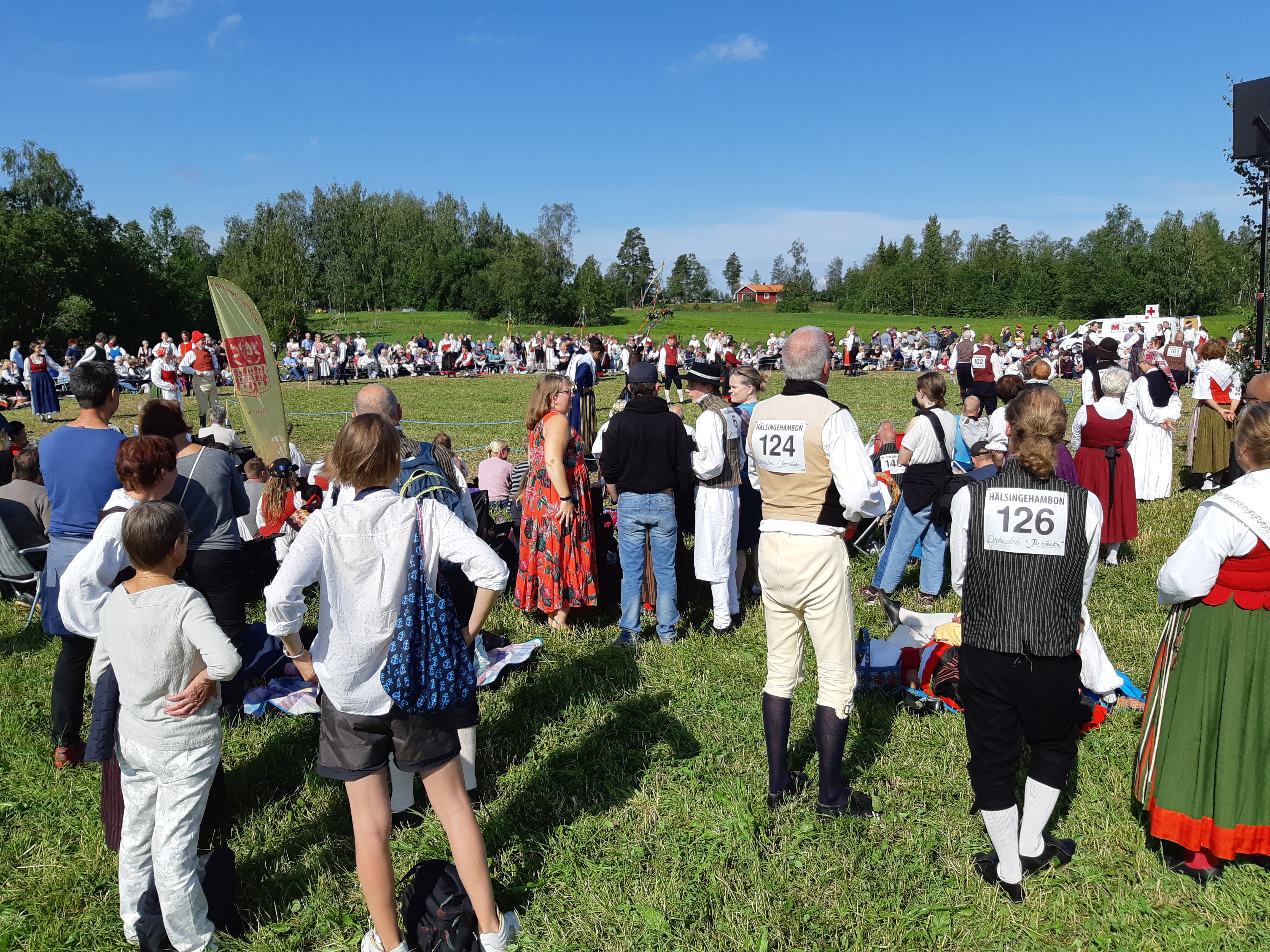
Hälsingehambo på ängen i Hårga den 13 juli 2019

Hälsingehambon är ett årligt återkommande dansevenemang i Hälsingland. 
Tävlingen, med rötter från år 1965, genomfördes ursprungligen i Hårga, Bollnäs, Arbrå och Järvsö i Hälsingland med en etapp på varje ort samt en final i Järvsö. Från 2006 till 2008 genomfördes tävlingen i Hårga och på Långnäs i Bollnäs. Från 2008 till 2011 genomfördes tävlingen i Hårga, på Gärdet i Bollnäs och på Storgatan samt på Fornhemmet i Arbrå. Folkdräkt eller likvärdigt är ett krav för att få delta. Domarna bedömer enbart nighambo och tittar på rytm, musikstil, teknik och samdansning. Efter tävlingen 2011 lades den ned, men den återuppstod 2015 som årligt evenemang. Tävlingen dansas i Hårga, Arbrå och Järvsö. 
I samband med Hälsingehambon har även anordnats folkmusikkonserter och danser.

## Historia

### Bakgrund och 1900-talet
År 1965 hade Sveriges Television en serie med program som kallades Landskapsleken. Hälsingland fick i uppdrag av Bohuslän att anordna en långdans och i denna deltog 92 par. Hälsinglands Turistförening tyckte om idén och arrangerade Hälsingehambon året efter, med 91 par. Antalet par ökade och 1975 såg arrangörerna sig tvungna att maximera antal deltagare till 1 000. Året därpå lade de starten tidigare så att de återigen kunde ta emot obegränsat antal, men redan 1979 sattes ett nytt tak på 1 500 par. Detta tak låg fast i nio år tills deltagarantalet gick under taket. Sedan har antalet par stadigt sjunkit för att tillfälligt vända uppåt igen vid 40-årsjubileet 2005.
1983 och 1985 sändes hambon i TV, segrare var Tommy och Ewa Englund som vann 4 år i rad.

### Kommunarrangemang och nedläggning
I januari 2000 köpte Bollnäs och Ljusdals kommuner Hälsingehambon för 150 000 kr var för att driva det i samarbete med de lokala hambo-kommittéerna. Dessa hade året innan haft en förlust på 282 000 kronor, och tävlingen hotades att läggas ner. År 2005 beslöt Ljusdals kommun sig för att dra sig ur.
Bollnäs beslutade att fortsätta att arrangera tävlingen i egen regi. År 2006 skedde första etappen som vanligt i Hårga medan resten av tävlingen hölls i Långnäsparken i Bollnäs. Året efter gjordes förändringar. Första etappen utspelades på Hårga äng, andra etappen på en nybyggd dansbana i Hårga, tredje etappen på gågatan i Bollnäs och slutligen fjärde etappen på gräsmattan bakom Scandic hotell i Bollnäs. Finalen dansades i Långnäsparken.
I januari 2008 bildades föreningen Alliansen Hälsingehambon, som via ett avtal med Bollnäs kommun, arrangerar Hälsingehambon. Föreningen bestod av åtta föreningar: Kilafors Idrottsförening, Hanebo Hembygdsförening, Segersta Hembygdsförening, Segersta Orienteringsklubb, Hanebo-Segersta Folkdanslag, Bollnäs Folkdanslag, Segersta Byalag och Hanebo Framtid. 
Hälsingehambons 45-årsjubileum firades sommaren 2010 med att dansas "kring Hårgaberget": etapp 1 och 2 i byn Hårga, etapp 3 över Millenniumbron i Segersta med etapp 4 och finaler vid Kilafors herrgård. Efter jubileumshambon 2010 fick rullstolsburna en egen klass i Hälsingehambon. 2011 beslutades dock att lägga ner evenemanget. 

### Omstart 2015
År 2015 återuppstod tävlingen, och den har därefter arrangerats årligen. Arrangör var den nystartade föreningen Hälsingehambon, bildad som ett kommunöverskridande samarbete mellan Hanebo Hembygdsförening, Arbråbygdens Folkdansgille samt Järvsö Hembygdsförening. Från och med omstarten 2015 är också samkönade danspar accepterade, så länge som de är klädda i folkdräkt och dansar med de olika kavaljers- och damstegen under dansen.

### Covid-19-pandemin
Under 2020 och 2021 var Hälsingehambon inställd på grund av covid-19-pandemin. År 2022 återupptogs tävlingen igen.

## Etapper
Hälsingehambon dansas i flera etapper på olika orter.

### Etapper 2023
- Hårga, Kilafors
- Långnäsparken, Bollnäs
- Träslottet, Arbrå
- Stenegård, Järvsö[9]

### Etapper fram till 2011
Följande etapper dansades före nedläggningen 2011:
- Första etappen i byn Hårga.  Samtliga deltagande par defilerar, medan Hälsingehambons spelmanslag spelar, till dansplatsen nedanför Hårgabergets fot. På ängen dansar älvor och Hårgasägnen läses. Därefter förklaras tävlingen i Hårga för invigd och Westlings spelmän spelar upp. Etapp 1 genomförs genom att ett begränsat antal par dansar åt gången. Här dansar man i ring i 8 min. Därefter byts till nästa grupp dansande.

- Andra etappen dansas på bana uppe på tunet i Hårga. Här dansas också i 8 minuter per ring.

- Tredje etappen Dansarna tar nu bussen till Segersta. Här defilerar dansarna till Hälsingehambons spelmanslag innan tredje etappen startar. Dansen går på led, på asfalt, över Millenniumbron, en gång- och cykelbro över Ljusnan i Segersta. Sträckan är ca 400 meter.

- Fjärde etappen Dansarna tar nu bussen till Kilafors Herrgård. Också här defilerar alla tillsammans innan fjärde etappen startar. Fjärde etappen dansas i ring under 8 minuter på en tennisbana.

- Semi- och finaler dansades, på dansbana, i trädgården vid Kilafors Herrgård.